# 22836 Leeannragasa
22836 Leeannragasa este un asteroid din centura principală de asteroizi.

## Descriere
22836 Leeannragasa este un asteroid din centura principală de asteroizi. A fost descoperit pe 7 septembrie 1999 la Socorro, New Mexico, în cadrul proiectului LINEAR. Asteroidul prezintă o orbită caracterizată de o semiaxă mare de 2,51 ua, o excentricitate de 0,05 și o înclinație de 1,1° în raport cu ecliptica.